# Gran Premio Telmex-Gigante 2003
Gran Premio Telmex-Gigante 2003 var den sjuttonde deltävlingen i CART World Series 2003. Racet kördes den 12 oktober på Autódromo Hermanos Rodríguez i Mexico City, Mexiko. Paul Tracy tog sin sjunde seger för säsongen, och även om han inte visste det då, så garanterade den honom hans enda CART-titel i karriären, eftersom den planerade säsongsfinalen blev inställd på grund av skogsbränder.

## Slutresultat
| Plats | Förare              | Team                      | Grid | Kvaltid  |
| ----- | ------------------- | ------------------------- | ---- | -------- |
| 1     | Paul Tracy          | Forsythe Racing           | 1    | 1.28,842 |
| 2     | Sébastien Bourdais  | Newman/Haas Racing        | 4    | 1.29,110 |
| 3     | Mario Domínguez     | Herdez Competition        | 11   | 1.29,611 |
| 4     | Michel Jourdain Jr. | Team Rahal                | 8    | 1.29,375 |
| 5     | Mika Salo           | PK Racing                 | 12   | 1.29,761 |
| 6     | Tiago Monteiro      | Fittipaldi-Dingman Racing | 2    | 1.29,042 |
| 7     | Bruno Junqueira     | Newman/Haas Racing        | 3    | 1.28,905 |
| 8     | Adrián Fernández    | Fernández Racing          | 15   | 1.30,044 |
| 9     | Darren Manning      | Walker Racing             | 6    | 1.29,193 |
| 10    | Roberto González    | Herdez Competition        | 18   | 1.31,162 |
| 11    | Ryan Hunter-Reay    | Spirit Team Johansson     | 5    | 1.29,191 |
| 12    | Mario Haberfeld     | Conquest Racing           | 14   | 1.29,958 |
| 13    | Oriol Servià        | Patrick Racing            | 16   | 1.30,383 |
| 14    | Patrick Carpentier  | Forsythe Racing           | 9    | 1.29,449 |
| 15    | Gualter Salles      | Dale Coyne Racing         | 19   | 1.31,442 |
| 16    | Alex Tagliani       | Rocketsports Racing       | 13   | 1.29,882 |
| 17    | Jimmy Vasser        | Spirit Team Johansson     | 7    | 1.29,315 |
| 18    | Rodolfo Lavín       | Walker Racing             | 17   | 1.30,584 |
| 19    | Luis Díaz           | Walker Racing             | 10   | 1.29,546 |
| 20    | Geoff Boss          | Dale Coyne Racing         | 20   | 1.31,626 |